# Phyllodulcine
La phyllodulcine est un édulcorant naturel présent dans les feuilles de plusieurs espèces du genre Hydrangea, notamment Hydrangea macrophylla et H. serrata, et utilisé de longue date par les Japonais pour sucrer le thé.
La phyllodulcine étant peu soluble dans l'eau, sa saveur, proche de celle des dihydrochalcones, n'est pas immédiate, mais persistante et associée à un arrière-goût de réglisse. Son pouvoir sucrant est environ 400 fois supérieur à celui du saccharose.

## Source
- Anne-Claire Thines, La place de Stevia rebaudiana au sein des édulcorants d'origine naturelle : Thèse présentée et soutenue publiquement pour obtenir le diplôme d'État de docteur en pharmacie, Nancy, université Henri-Poincarré Nancy-I, Faculté de pharmacie, 19 avril 2001, 107 p. (lire en ligne), p. 63-64.